# Romeries Communal Cemetery Extension
Romeries Communal Cemetery Extension is een Britse militaire begraafplaats met gesneuvelden uit de Eerste Wereldoorlog, gelegen in het Franse dorp Romeries (Noorderdepartement). De begraafplaats ligt aan de Rue de Solesmes op 500 m ten zuidwesten van het dorpscentrum (Église Saint-Humbert). Ze werd ontworpen door Charles Holden en grenst aan de gemeentelijke begraafplaats. Het terrein ligt hoger dan het straatniveau en wordt aan drie zijden omgeven door een bakstenen muur. De open toegang aan de straatzijde bestaat uit een witte stenen trap met 16 treden, geflankeerd door bakstenen bloembakken. Het Cross of Sacrifice staat centraal tegen de zuidwestelijke muur en de Stone of Remembrance staat op een sokkel aan de tegenoverliggende muur. De begraafplaats wordt onderhouden door de Commonwealth War Graves Commission.
Er liggen 832 doden begraven waaronder 129 niet geïdentificeerde.

## Geschiedenis
Na de Slag bij Bergen trok een deel van het II Corps zich in augustus 1914 terug uit dit gebied. Pas in oktober 1918 keerden de Commonwealth-troepen tijdens het eindoffensief in oktober 1918 terug. Toen werden Briastre, Belle Vue Farm (een versterkt hoeve), Beaudignies, Englefontaine en Romeries ingenomen. De slachtoffers die tijdens deze periode vielen werden hier door de 3rd en de New Zealand Division begraven en liggen nu in Plot I.
Na de wapenstilstand werd de begraafplaats nog uitgebreid door concentratie van geïsoleerde graven uit het omliggende slagveld en enkele van 25 augustus 1914 en van kleine begraafplaatsen, waaronder: Briastre-Solesmes Road Military Cemetery, Briastre Churchyard en Belle Vue Farm Cemetery in Briastre, Beaudignies Churchyard, Englefontaine German Cemetery, Grand Gay Farm Cemetery in Louvignies-Quesnoy, Salesches Churchyard en St. Python Communal Cemetery Extension.
Onder de geïdentificeerde doden zijn er 597 Britten, 106 Nieuw-Zeelanders en 1 Canadees. Vijftien slachtoffers worden herdacht met Special Memorials omdat hun graven niet meer gelokaliseerd konden worden. Men neemt aan dat ze zich onder naamloze grafzerken bevinden.

## Graven

### Onderscheiden militairen
- John McNamara, korporaal bij het East Surrey Regiment werd onderscheiden met het Victoria Cross (VC).
- Eric Victor Morse, kapitein bij The Buffs (East Kent Regiment) en Malcolm de Brissac Owen, kapitein bij het Hertfordshire Regiment werden onderscheiden met het Militairy Cross (MC). Christopher J. Gwynne Fryer, luitenant bij het Hertfordshire Regiment ontving deze onderscheiding tweemaal (MC and Bar).
- John G. Fothergill, onderluitenant bij het Otago Regiment, N.Z.E.F. en C. Bailey, sergeant bij de Duke of Cornwall's Light Infantry werden onderscheiden met de Distinguished Conduct Medal (DCM).
- A. Darling, sergeant bij het Royal Berkshire Regiment werd onderscheiden met de Meritorious Service Medal (MSM).
- er zijn nog 31 militairen die de Military Medal (MM) ontvingen. Sergeant William J. Daley ontving deze onderscheiding tweemaal (MM and Bar).

### Alias
- soldaat William Carroll diende onder het alias William Lennie bij het South Lancashire Regiment.